# سام هود
سام هود (بالإنجليزية: Sam Hood)‏ هو مصور أسترالي، ولد في 20 أغسطس 1872 في جنوب أستراليا في أستراليا، وتوفي في 8 يونيو 1953.